# Cyperus isabellinus
Cyperus isabellinus är en halvgräsart som beskrevs av Karen Louise Wilson. Cyperus isabellinus ingår i släktet papyrusar, och familjen halvgräs.
Artens utbredningsområde är Queensland. Inga underarter finns listade i Catalogue of Life.